# 柏林市旗
柏林市旗，由红白两色的横向条纹以及黑熊图案组成。上下两道红色横条各占五分之一，中间白色横条占五分之三。黑熊则是柏林市的象征物。

## 历史
1913-1934年间，柏林市民用旗已经跟现在的样式几无差别，仅有的差异是熊的图案略有不同。
- 柏林市旗, 1618-1861年
- 柏林市旗, 1861-1912年
- 柏林市旗, 1913-1934 (民用旗, 1913-1954年)
- 柏林政府旗 1934-1954年
- 东柏林市旗, 1954-1990年
- 西柏林市旗, 1954-1990年